# ドロテア (小惑星)
ドロテア (339 Dorothea) は、小惑星帯にある典型的な小惑星であり、エオス族に分類される。
1892年9月25日にマックス・ヴォルフがハイデルベルクで発見し、ドイツ系アメリカ人の女性天文学者であるドロテア・ロバーツ（旧姓クルンプケ） (Dorothea Klumpke) にちなんで命名された。